# کوه بو ایبلان
کوه بو ایبلان (به فرانسوی: Djebel Bouiblane) یک کوه در مراکش است که در Taza Province واقع شده‌است. کوه بو ایبلان ۳٬۰۸۱ متر بالاتر از سطح دریا واقع شده‌است.